# 13 (album d'Indochine)
Pour les articles homonymes, voir 13 (homonymie).
Albums par Indochine
Black City Parade
(2013) Babel Babel
(2024)
Singles
1. La vie est belle
Sortie : 9 juin 2017
2. Un été français
Sortie : 9 février 2018
3. Station 13
Sortie : 15 juin 2018
4. Song for a Dream
Sortie : 7 décembre 2018
5. Karma Girls
Sortie : 14 juin 2019

13 est le treizième album studio du groupe français Indochine, sorti le 8 septembre 2017.  
Son premier single est La vie est belle. Il est disponible en plusieurs formats comme le disque compact, le vinyle et la cassette audio.  
À partir du 27 juillet 2017, Indochine dévoile, sur YouTube, des extraits de chansons qui figurent sur cet album, comme Station 13 et Kimono dans l'ambulance.

## Thème etpochette
Sur la pochette du disque, réalisée par le photographe néerlandais Erwin Olaf, figurent 13 jeunes filles (dont une à l'aspect très androgyne, que beaucoup ont pu prendre pour un garçon) disposées sur deux rangées. Le cliché compose une photo de classe fictive sur laquelle les élèves portent des uniformes colorés imaginaires, certaines arborant aussi des écharpes-drapeaux. L'esthétique de l'album est notamment inspirée des tableaux du peintre Henry Darger. À savoir que chacun des 13 enfants représente une nationalité différente.
Kimono dans l'ambulance référence les attentats du 13 novembre 2015 en Île de France. Patrick Pelloux participe au clip avec Sirkis.
Un été français évoque la montée de l'extrême droite. Trump le monde est un plaidoyer critique contre Donald Trump.

## Titres
Toutes les paroles sont écrites par Nicola Sirkis sauf indication, toute la musique est composée par Nicola Sirkis et Olivier Gérard, sauf indication.
| 1.    | Black Sky                        |                              |                                                  | 6:26 |
| 2.    | 2033                             |                              |                                                  | 4:07 |
| 3.    | Station 13                       |                              | Nicola Sirkis                                    | 6:19 |
| 4.    | Henry Darger                     |                              | Nicola Sirkis, Olivier Gérard, Marc Eliard       | 5:29 |
| 5.    | La vie est belle                 |                              | Mickaël Furnon                                   | 5:31 |
| 6.    | Kimono dans l'ambulance          |                              | Nicola Sirkis                                    | 5:52 |
| 7.    | Karma Girls                      | Jean-Louis Murat             |                                                  | 6:33 |
| 8.    | Suffragettes BB                  | Chloé Delaume, Nicola Sirkis |                                                  | 5:56 |
| 9.    | Un été français                  |                              |                                                  | 5:26 |
| 10.   | Tomboy 1 (featuring Kiddy Smile) | Nicola Sirkis, Kiddy Smile   |                                                  | 6:15 |
| 11.   | Song for a Dream                 |                              | Nicola Sirkis, Renaud Rebillaud                  | 5:33 |
| 12.   | Cartagène                        |                              |                                                  | 6:33 |
| 13.   | Gloria (featuring Asia Argento)  |                              | Nicola Sirkis, Olivier Gérard, Alexandre Anikine | 7:09 |
| 77:09 |                                  |                              |                                                  |      |

| Titres bonus | Titres bonus                | Titres bonus | Titres bonus | Titres bonus | Titres bonus | Titres bonus | Titres bonus | Titres bonus | Titres bonus |
| No           | Titre                       | Durée        |              |              |              |              |              |              |              |
| ------------ | --------------------------- | ------------ | ------------ | ------------ | ------------ | ------------ | ------------ | ------------ | ------------ |
| 14.          | Trump le monde              | 6:08         |              |              |              |              |              |              |              |
| 15.          | La 13ème Vague              | 5:03         |              |              |              |              |              |              |              |
| 16.          | Station 13 (version longue) | 8:06         |              |              |              |              |              |              |              |
| 17.          | Tomboy 2                    | 6:01         |              |              |              |              |              |              |              |
| 102:27       |                             |              |              |              |              |              |              |              |              |

| Remixes | Remixes                                            | Remixes | Remixes | Remixes | Remixes | Remixes | Remixes | Remixes | Remixes |
| No      | Titre                                              | Durée   |         |         |         |         |         |         |         |
| ------- | -------------------------------------------------- | ------- | ------- | ------- | ------- | ------- | ------- | ------- | ------- |
| 18.     | Henry Darger (John Digweed & Nick Muir Remix)      | 5:23    |         |         |         |         |         |         |         |
| 19.     | Un été français (Joachim Garraud & Ridwello Remix) | 5:09    |         |         |         |         |         |         |         |
| 20.     | Station 13 (Vitalic Remix)                         | 6:12    |         |         |         |         |         |         |         |
| 21.     | Station 13 (Talisco Remix)                         | 4:43    |         |         |         |         |         |         |         |
| 123:54  |                                                    |         |         |         |         |         |         |         |         |

## Musiciens
- Nicola Sirkis : chant, chœur, piano, synthétiseur, guitare, basse
- oLi dE SaT : chœur, piano, synthétiseur, guitare, basse
- Boris Jardel : guitare
- Marc Eliard : basse
- Ludwig Dahlberg : batterie

## Les Crédits
- Composition et écriture entre septrembre 2015 et décembre 2016 au studio KMS de Paris
- Enregistrement entre janvier et mars 2017 au studio ICP de Bruxelles
- Mixage au studio Barking Doctor de Woodland Hills en mai 2017
- Mastering au studio Chab Mastering de Paris en 2017

## Réception
L'album se classe no 1 du Top albums avec 73 200 ventes et devient disque de platine en France au bout de trois semaines, avec plus de 100 000 ventes. Il est certifié double disque de platine au bout de 2 mois pour 200 000 unités et triple disque de platine en mai 2018 (300 000 exemplaires vendus en France). Le groupe revendique plus de 400 000 ventes de son album en décembre 2018. En février 2020, 13 dépasse les 500 000 exemplaires vendus et est certifié disque de diamant en août 2020.

## Classements et certifications
| Pays                | Meilleure position | Certification | Référence |
| ------------------- | ------------------ | ------------- | --------- |
| France              | 1                  | Diamant       | ,         |
| Belgique (Wallonie) | 1                  |               | [ 12 ]    |
| Belgique (Flandre)  | 42                 |               | [ 12 ]    |
| Belgique            | pas de charts      | Or            | [ 13 ]    |
| Suisse              | 1                  |               |           |